# Eucithara crystallina
Eucithara crystallina é uma espécie de gastrópode do gênero Eucithara, pertencente à família Mangeliidae.